# Pierre-Agathe Heymès
 (octobre 2019).
Si vous disposez d'ouvrages ou d'articles de référence ou si vous connaissez des sites web de qualité traitant du thème abordé ici, merci de compléter l'article en donnant les références utiles à sa vérifiabilité et en les liant à la section « Notes et références ».

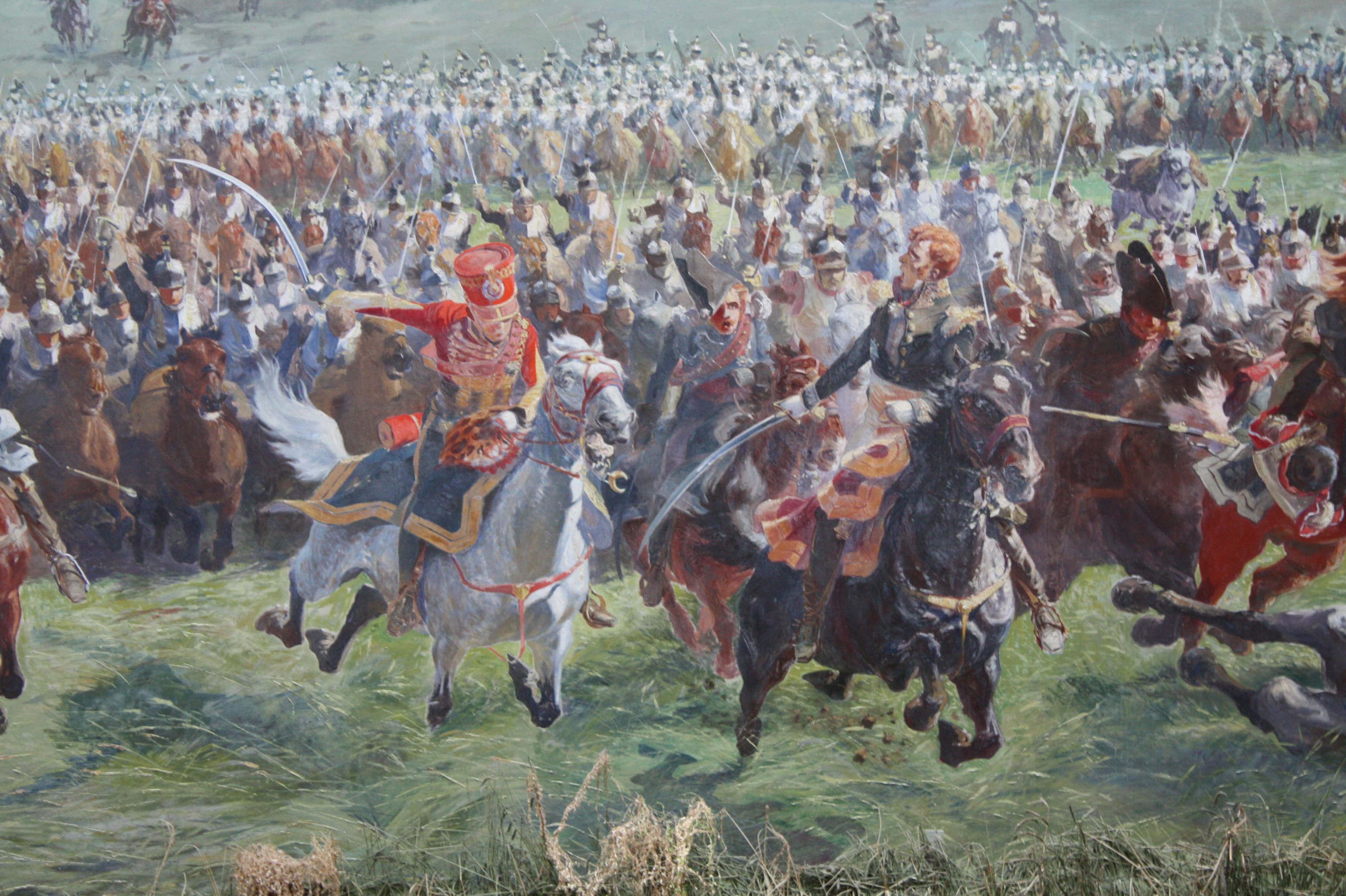
Le colonel Heymès (uniforme rouge) au côté du maréchal Ney à Waterloo.

Pierre-Agathe Heymès, né à Besançon le 29 décembre 1776 et mort à Auteuil (Seine) le 29 avril 1842, est un général français. 

## Biographie
Il est le fils de Jean Heymès, capitaine au 7e régiment d'artillerie à pied, tué à la bataille de Neerwinden, et de Marie-Louise Capet.
Entré dans l'armée à l'âge de 15 ans, il fait les campagnes de la Révolution française aux armées de la Moselle, de la Sambre, du Nord, de l'Ouest, du Rhin et de la Hollande. En 1802, il part avec l'expédition de Saint-Domingue. N'étant encore que lieutenant, il est fait prisonnier par les Anglais, puis s'échappe de la Jamaïque et s'embarque à New York, d'où il parvient à rentrer en France pour reprendre ses fonctions de lieutenant dans son régiment à Strasbourg. Il fait les campagnes du Tyrol, de Prusse, de Pologne, et en 1808, d'Espagne, avec le 6e corps et sous les ordres du maréchal Ney.
Il fait ensuite la campagne de Portugal avec Soult et il est promu en 1809 au grade de capitaine au 5e régiment d'artillerie à cheval.
En 1810, il est employé à la manufacture d'armes de Mutzig (Bas-Rhin). En 1812, il fait la campagne de Russie. Ney se l'attacha comme aide de camp à la retraite de Smolensk et le nomme bientôt chef d'escadron, colonel et premier aide de camp. Il fait en cette qualité les campagnes de 1813 et 1814.
À la première Restauration, le colonel Heymès est nommé sous-chef d'état-major du prince de la Moskowa, commandant la cavalerie royale. Il le suit pendant les Cent-Jours et charge à ses côtés à Waterloo. Il est mis à la retraite après le retour des Bourbons.
Le colonel Heymès vit retiré jusqu'en 1830. Le 28 juillet, il est à Paris, se mêlant à l'insurrection ; le 29, il enlève les 5e et 53e régiments d'infanterie en bataille sur la place Vendôme et les entraîne dans les rangs des insurgés. Le 30, il accompagne le duc d'Orléans lorsqu'il se rend dans la nuit de Neuilly au Palais-Royal.
Le nouveau roi établi, Heymès est nommé son aide de camp. Il est promu maréchal de camp le 11 décembre 1830, commandeur de la Légion d'honneur le 20 avril 1831 et lieutenant-général le 24 août 1838.
Il meurt en 1842, à l'âge de 65 ans, et il est inhumé au cimetière d'Auteuil.